# Доэрти, Шон
Шон До́эрти (англ. Sean Doherty; род. 8 июня 1995, Норт-Конуэй, Нью-Гэмпшир) — американский биатлонист. Многократный чемпион мира среди юношей до 19 лет. Участник Олимпийских игр 2014, 2018 и 2022 годов.

## Карьера
В 2011 году Шон Доэрти впервые принял участие в международных соревнованиях: его дебют состоялся на чемпионате мира среди юниоров в чешском Нове-Месте, однако значимых результатов он тогда не показал. Спустя два года, на чемпионате мира среди юниоров-2013 в Обертиллиахе американец выиграл три медали: золото в преследовании и серебро в индивидуальной гонке и спринте. Вскоре после этих успехов, в марте 2013 года на он дебютировал в Кубке мира на этапе в Осло. В первой гонке среди взрослых Доэрти показал 85-й результат.
На чемпионате мира среди юниоров-2014, проводимом в американском Преск-Айле спортсмен стал двукратным чемпионом мира (спринт и преследование) и получил серебро в индивидуальной гонке. После Шон принял участие в зимних Олимпийских играх 2014 года в Сочи. Единственной гонкой, где он стартовал, стала мужская эстафета, где вместе со своими товарищами по команде спортсмен занял 16-е место.
В 2015 году на чемпионате мира среди юниоров в Минске американец завоевал бронзовую медаль в спринте. Спустя две недели после этого успеха он выступил на своем первом чемпионате мира по биатлону среди взрослых в финском Контиолахти, но значимых результатов на этом мировом первенстве Доэрти не показал.
На Олимпийских играх 2018 года занял 65-е место в спринте, 44-е место в индивидуальной гонке и шестое место в мужской эстафете. В эстафете Доэрти отлично пробежал свой второй этап, показав на нём время быстрее, чем норвежцы и немцы.
На Олимпийских играх 2022 года занял 47-е место в спринте, 43-е место в гонке преследования, 42-е место в индивидуальной гонке, 13-е место в мужской эстафете и 7-е место в смешанной эстафете.

### Карьера в Кубке мира
| Результат          | Инд | Спр | Пр | МС | Всего | Эст | СмЭ | ОдСмЭ | Всего |
| ------------------ | --- | --- | -- | -- | ----- | --- | --- | ----- | ----- |
| 1 место            |     |     |    |    | '     |     |     |       | '     |
| 2 место            |     |     |    |    | '     |     |     |       | '     |
| 3 место            |     |     |    |    | '     |     |     |       | '     |
| Финиш в 10-ке      |     |     |    |    | '     | 3   | 1   |       | 4     |
| Финиш в очках      | 1   | 2   | 1  |    | 4     | 2   |     | 1     | 3     |
| Вне очков          | 1   | 10  | 3  | —  | 14    |     |     |       | '     |
| Старты             | 2   | 12  | 4  | —  | 18    | 5   | 1   | 1     | 7     |
| на 17.12.2015 года |     |     |    |    |       |     |     |       |       |

### Участие в Олимпийских играх
| Олимпийские игры | Индивид. гонка | Спринт | Гонка преследования | Масс-старт | Эстафета | Смешанная эстафета |
| ---------------- | -------------- | ------ | ------------------- | ---------- | -------- | ------------------ |
| 2014 Сочи        | —              | —      | —                   | —          | 16       | —                  |
| 2018 Пхёнчхан    | 44             | 65     | —                   | —          | 6        | —                  |
| 2022 Пекин       | 42             | 47     | 43                  | —          | 13       | 7                  |

### Участие в Чемпионатах мира
| Гонка              | Контиолахти 2015 |
| ------------------ | ---------------- |
| Спринт             | 55               |
| Преследование      | 45               |
| Индивидуальная     | 47               |
| Масс-старт         | —                |
| Эстафета           | 14               |
| Смешанная эстафета | —                |

### Подиумы
| Сезон   | Страна проведения этапа | Вид гонки          | Место |
| ------- | ----------------------- | ------------------ | ----- |
| 2020–21 | Нове-Место-на-Мораве    | Смешанная эстафета | 3-е   |

## Общий зачет в Кубке мира
- 2014/2015 — очков не набирал
- 2015/2016 — 48-е место (62 очка)[2]